# Acordo de Ocrida
O Acordo de Ocrida (em albanês:  Marrëveshja e Ohrit) foi um acordo de paz assinado pelo governo da então Macedônia do Norte e por representantes da minoria étnica albanesa em 13 de agosto de 2001. O acordo encerrou o conflito armado entre o grupo rebelde albanês Exército de Libertação Nacional e as forças de segurança macedônias e definiu as bases para melhorar os direitos dos albaneses étnicos.[carece de fontes?]
Esses acordos permitiram que os albaneses tivessem acesso a uma melhor representação na sociedade e também permitiram que os municípios adotassem como segunda língua oficial qualquer língua minoritária falada por mais de 20% da população.